# We Can't Be Friends (Wait for Your Love)
〈We Can't Be Friends (Wait for Your Love)〉는 미국의 가수 아리아나 그란데의 노래로, 일곱 번째 정규 앨범 《Eternal Sunshine》(2024)의 두 번째 싱글로 2024년 3월 8일 리퍼블릭 레코드를 통해 발매되었다. 이 노래는 그란데, 맥스 마틴, 일리야 살만자데가 작곡 및 프로듀싱을 맡았다. 일렉트로팝, 신스팝, 신스웨이브 장르에 EDM 요소가 가미된 곡으로, 가사는 로맨틱한 관계의 종말과 동시에 그란데가 언론과 맺은 관계를 암시적으로 다루고 있다.
이 곡은 음악 평론가들로부터 긍정적인 평가를 받았으며, 미국 《빌보드》 핫 100 차트에서 1위로 데뷔하였다. 이는 그란데의 통산 아홉 번째 1위 곡이자, 《Eternal Sunshine》에서 〈Yes, And?〉에 이어 두 번째로 차트 정상에 오른 곡이 되었다. 또한 그란데의 일곱 번째 1위 데뷔곡으로, 여성 아티스트 중 가장 많은 1위 데뷔 기록을 세웠으며, 통산 22번째 핫 100 톱 10 진입 곡이 되었다. 이 곡은 《빌보드》 글로벌 200 차트에서도 1위를 기록하며 그란데의 네 번째 글로벌 1위 곡이 되었으며, 인도네시아, 말레이시아, 뉴질랜드, 필리핀, 싱가포르, 아랍에미리트를 포함한 12개국에서 1위를 차지했다. 그 외에도 오스트레일리아, 아일랜드, 리투아니아, 네덜란드, 노르웨이, 스위스, 영국 등 22개국에서 톱 10에 올랐다.  
크리스티안 브레스라우어가 감독한 〈We Can't Be Friends (Wait for Your Love)〉의 뮤직비디오는 싱글과 동시에 공개되었다. 이 비디오는 2004년 영화 《이터널 선샤인》의 줄거리에 영감을 받아 제작되었으며, 그란데가 전 연인을 잊기 위해 기억 삭제 시술을 받는 과정을 담고 있다. 전 연인은 미국 배우 에반 피터스가 연기하였다. 이 곡은 2024년 MTV 비디오 뮤직 어워드에서 ‘올해의 비디오’를 포함한 5개 부문 후보에 올랐으며, ‘최우수 촬영’ 부문에서 수상하였다. 그란데는 싱글 홍보를 위해 《새터데이 나이트 라이브》와 2024년 멧 갈라에서 이 곡을 공연하였다.

## 배경과 발매
《Eternal Sunshine》의 트랙리스트는 한 번에 전부 공개되지 않고, 여러 날에 걸쳐 부분적으로 공개되다가 최종적으로 전체 트랙리스트가 공개되었다. 그란데는 2024년 2월 7일 세 곡의 제목을 발표했고, 〈We Can't Be Friends (Wait for Your Love)〉는 앨범의 10번째 트랙으로 공개되었다. 또한 2월에 그녀는 팬들이 "이번에는 온전히 경험"하기를 바라는 마음에 이터널 선샤인에서 더 이상 선공개 싱글이 없을 것이라고 발표했다. 그러나 그녀는 앨범 발매 후 "더 많은 싱글"이 발매될 것이라고 확인했다.
3월 1일, 〈We Can't Be Friends (Wait for Your Love)〉가 앨범의 두 번째 싱글임을 확인하고 소셜 미디어에 뮤직비디오 티저를 게시했다. 이 클립에서 그란데는 대기실에 앉아 "귀하는 귀하의 결정에 대해 심도 있게 고려했으며, '브라이터 데이즈 Inc.'에게 이 사람을 귀하의 기억에서 완전히 제거할 독점적인 허가를 부여합니다"라고 적힌 동의서를 작성한다. 이후 '예' 옆에 체크 표시를 한 후 계약서에 "피치스"라는 이름과 하트를 그린다.
리퍼블릭 레코드는 2024년 3월 8일 이터널 선샤인을 발매했으며, 〈We Can't Be Friends (Wait for Your Love)〉는 앨범의 10번째 트랙이다. 이 노래는 전작 〈Yes, And?〉에 이어 앨범 발매와 동시에 두 번째 싱글로 발매되었다. 3월 13일에는 〈We Can't Be Friends (Wait for Your Love)〉의 세 가지 대체 버전(아카펠라, 인스트루멘탈, 스트링)이 다운로드 전용으로 발매되었다. 5월, 6월, 7월에는 표준 및 대체 버전의 노래가 CD, 카세트, 7인치 바이닐로 발매되었다. 미리 발매된 표준 및 대체 버전과 함께 그룹화된 이 곡의 인스트루멘탈 스트링 버전은 7월에 다운로드 및 스트리밍 서비스의 EP를 통해 디지털 번들로 발매되었다. 2024년 9월 8일, 이터널 선샤인 발매 6개월 기념일을 축하하기 위해 그란데는 정글 시티 스튜디오에서 녹음된 이 노래의 라이브 어쿠스틱 버전을 깜짝 공개했다.

## 구성
〈We Can't Be Friends (Wait for Your Love)〉는 신스팝, 유로팝, 파워 팝 곡으로 일렉트로팝 비트를 가지고 있다. 가사는 겉으로 보기에 전 연인이 돌아와 다시 사랑에 빠지기를 바라는 마음으로 관계의 종말을 상세히 묘사한다. 팬들과 언론은 이 노래가 그란데와 언론 간의 공생 관계 및 그녀의 사생활에 대한 입증되지 않은 보도를 묘사하며, 그녀를 향한 찬사와 비판의 순환적인 성격에 관여하지 않기로 한 그녀의 선택을 설명하는 것으로 추측해 왔다.

## 비평가 반응
《가디언》의 로라 스네이프스는 이 노래가 로빈의 〈Call Your Girlfriend〉의 "흔들리는 신디사이저와 칩튠 장식"을 연상시키며 최종적으로 "충격적으로 복고풍" 효과를 낸다고 썼다. 《엘르》지의 에리카 곤잘레스와 새뮤얼 모드는 이 노래가 〈Dancing On My Own〉의 강렬한 로빈 바이브를 주며, 성인 취향의 팝 음악이라고 평했다.
《빌보드》의 카일 데니스는 이 노래를 "현기증 나는 스트링과 공격적인 신디사이저의 춤곡"으로 묘사하며, 그란데가 "우정, 로맨스, 그리고 그 사이의 아픈 회색 지대 사이의 경계가 흐려지는 것"에 대해 노래하고 있다고 지적했다. 또한 그는 "긴급한 악기 제스처가 지향하는 카타르시스를 실제로 달성하기 위한 클라이맥스가 부족하다"고 언급했다.
| 출판물 | 목록                   | 순위 | 각주   |
| ------ | ---------------------- | ---- | ------ |
| NPR    | 124 Best Songs of 2024 | 빈칸 | [ 26 ] |

## 상업적 성과
〈We Can't Be Friends (Wait for Your Love)〉는 2024년 3월 23일자 《빌보드》 글로벌 200과 글로벌 익스클. U.S. 차트에서 모두 1위로 데뷔했다. 이 곡은 1월에 〈Yes, And?〉가 두 차트에서 1위를 차지한 후, 앨범 《Eternal Sunshine》에서 연속으로 두 차트 모두에서 1위를 차지한 두 번째 싱글이 되었다. 글로벌 200에서는 2020년 〈Positions〉, 2021년 〈Save Your Tears〉, 〈Yes, And?〉에 이어 그녀의 4번째 1위 싱글이 되었다. 이 노래는 9,750만 건의 스트리밍과 전 세계적으로 14,000장이 판매되며, 9,440만 건의 글로벌 스트리밍을 기록했던 〈Yes, And?〉의 스트리밍 시작을 능가했다. 글로벌 익스클. U.S.에서는 〈Positions〉와 〈Yes, And?〉에 이어 그녀의 3번째 1위 싱글이 되었으며, 미국 외 지역에서 6,550만 건의 스트리밍과 5,000장이 판매되었다. 루미네이트의 2024년 중반기 음악 보고서에서 〈We Can't Be Friends (Wait for Your Love)〉는 2024년 1월 1일부터 7월 1일 사이에 8억 2,600만 건의 스트리밍을 달성하며 전 세계적으로 전체 온디맨드 오디오 스트리밍량 기준 올해 가장 많이 스트리밍된 노래 9위에 올랐다.
미국에서 〈We Can't Be Friends (Wait for Your Love)〉는 2024년 3월 23일자 《빌보드》 핫 100 차트에서 1위로 데뷔했다. 이 곡은 그란데의 통산 9번째 1위 싱글이며, 2021년 〈Save Your Tears〉와 2023년 〈Die for You〉의 리믹스 및 〈Yes, And?〉에 이은 4연속 1위 싱글이자, 1월에 차트 1위로 데뷔한 〈Yes, And?〉에 이어 앨범 《Eternal Sunshine》에서 연속으로 1위를 차지한 두 번째 싱글이 되었다. 이로써 그란데는 케이티 페리와 비욘세와 함께 솔로 여성 아티스트 중 가장 많은 핫 100 1위 곡을 기록한 공동 7위에 올랐다. 〈We Can't Be Friends (Wait for Your Love)〉는 또한 그녀의 7번째 핫 100 1위 데뷔 싱글로, 테일러 스위프트를 제치고 가장 많은 1위 데뷔를 기록한 여성 아티스트가 되었다. 그녀는 또한 드레이크의 9곡에 이어 역사상 두 번째로 많은 1위 데뷔를 기록한 아티스트가 되었다. 〈We Can't Be Friends (Wait for Your Love)〉는 빌보드 스트리밍 송 차트에서 3,260만 건의 스트리밍으로 1위로 데뷔하여 〈Yes, And?〉의 데뷔 주간을 넘어섰고, 그란데에게 6번째 차트 1위 곡을 안겨주었다. 또한 빌보드 디지털 송 차트에서 9,000장 판매로 4위에 데뷔했으며, 발매 첫 주에 460만 건의 라디오 방송 청취율을 기록했다. 또한 이 노래는 2019년 타이틀곡과 〈7 Rings〉로 두 개의 1위 싱글을 배출한 《Thank U, Next》 (2019) 이후 그란데가 같은 앨범에서 두 개의 싱글로 핫 100 1위를 차지한 첫 사례가 되었다. 이로써 그란데는 두 개의 앨범에서 여러 개의 1위 데뷔를 기록한 역사상 최초의 여성 아티스트가 되었다. 〈We Can't Be Friends (Wait for Your Love)〉는 핫 100 차트에 24주 동안 머물렀고, 9월 첫 주에 다시 차트에 진입하여 차트를 떠났다. 2024년 디저에서 전 세계적으로 7번째로 많이 스트리밍된 노래였다.

## 뮤직비디오
〈We Can't Be Friends (Wait for Your Love)〉의 뮤직비디오는 크리스천 브레스라워가 감독했다. 이 비디오는 캘리포니아주 포모나시에 위치한 캘리포니아 폴리테크닉 주립 대학교 남쪽 캠퍼스 부지에서 촬영되었다. 이 비디오는 2024년 3월 8일 동부 일광 절약 시간 (EDT) 오전 10시, 노래와 앨범 발매 10시간 후에 그란데의 비보 유튜브 채널을 통해 공개되었다. 시각적인 컨셉은 영화 《이터널 선샤인》 (2004)의 줄거리에서 크게 영감을 받았다. 그란데는 이를 "[이터널 선샤인]을 비디오로 만든 것"이라고 설명했다.
그란데는 비디오에서 피치스라는 캐릭터를 연기하고 에번 피터스는 그녀의 전 남자친구 역을 맡았다. 이터널 선샤인에서 여러 장면들이 인용되었으며, 《아직은 사랑을 몰라요》 (1984)의 한 장면도 참조되었다. 《빌보드》는 이 비디오를 "미래지향적"이라고 평가했다.

### 시놉시스
비디오는 그란데가 피치스라는 캐릭터로 등장하여 대기실에 앉아 "귀하는 귀하의 결정에 대해 심도 있게 고려했으며, '브라이터 데이즈 Inc.'에게 이 사람을 귀하의 기억에서 완전히 제거할 독점적인 허가를 부여합니다"라고 적힌 동의서를 들고 있는 장면으로 시작한다. 피치스는 마지못해 '예'라고 표시된 칸에 체크하고 서명한다. 의사가 대기실로 들어와 피치스를 치료를 위해 부른다. 그녀는 의사에게 동의서를 건네고 소지품 상자를 들고 방으로 들어간다. 피치스는 앉아서 시술을 시작하려 한다. 의사는 상자에서 곰 인형을 꺼내 장치를 사용하여 곰 인형을 존재에서 제거하고 피치스의 기억에서 지운다. 곰 인형이 어떻게 생겨났고 전 남자친구와의 관계에 어떻게 연결되었는지는 수술실 벽이 둘로 나뉘어 그들이 아케이드에 들어가는 모습을 보여주며 나타난다. 그들은 크레인 게임에 다가가 곰 인형을 따는 모습이 보인다. 갑자기 아케이드가 어두워지고 그녀의 전 남자친구는 기억에서 사라진다.
침실로 장면이 바뀌고, 피치스는 침대에 앉아 전 남자친구를 바라보고 있는데, 그는 얼굴을 찌푸린 채 그녀에게서 등을 돌리고 있다. 장면은 다시 한 번 바뀌어, 이번에는 다른 기억 속으로 이동한다. 그곳에서 그녀는 문을 열고 눈밭에 누워 스노 에인절을 만들고 있는 자신과 전 남자친구를 발견한다. 이 장면은 다시 한번 전 남자친구가 기억에서 사라지면서 끝난다. 다음 장면에서 피치스는 이불 아래 침대에서 전 남자친구와 손을 잡고 있다. 침대는 둘로 나뉘고 두 사람은 분리되어, 그녀는 이불 아래에 홀로 남게 된다.
수술실로 돌아와, 소지품 상자 안에는 피치스의 생일을 축하하는 케이크를 들고 있는 커플의 액자 사진이 보인다. 그들은 서로에게 기대고, 피치스의 전 남자친구는 피치스가 놀랍게도 사라진다. 이제 혼자 남은 그녀는 케이크 위의 촛불을 끄고 장면은 다시 수술실로 돌아간다. 피치스는 의식을 되찾고 감정적으로 변한다. 또 다른 기억이 나타나는데, 그녀와 전 남자친구가 소파에 함께 있다. 그가 그녀에게 목걸이를 주지만, 기억이 변하여 목걸이는 강아지 목줄로 변하고 전 남자친구는 강아지로 바뀐다. 거실 또한 변하여 액자나 다른 장식품들이 모두 커플의 기억을 지우도록 바뀐다. 피치스와 그녀의 개는 방에 있는 TV를 시청하고, 각 기억들의 최종 몽타주가 재생된다. 장면은 다시 수술실로 돌아와 피치스가 치료에 참여한 의사들과 악수하고 포옹하는 모습이 보인다. 그녀의 소지품 상자는 소각된다. 수술실을 나선 후, 피치스는 한 남자와 함께 걷고, 그녀의 전 남자친구는 한 여자와 함께 서로의 존재를 알지 못한 채 걷는 모습이 보인다.

## 라이브 공연
2024년 3월 9일, 그란데는 《새터데이 나이트 라이브》에 음악 게스트로 출연했다. 그란데는 《Eternal Sunshine》의 〈Imperfect for You〉와 함께 〈We Can't Be Friends (Wait for Your Love)〉를 라이브로 처음 공연했다. 2024 멧 갈라의 깜짝 공연자로 그란데는 〈Yes, And?〉와 〈The Boy Is Mine〉와 다른 노래들을 함께 공연했다.

## 곡 목록
스트리밍/디지털 다운로드 – 싱글
1. 〈We Can't Be Friends (Wait for Your Love)〉 – 3:48
2. 〈We Can't Be Friends (Wait for Your Love)〉 (아카펠라) – 3:32
3. 〈We Can't Be Friends (Wait for Your Love)〉 (인스트루멘탈) – 3:48
4. 〈We Can't Be Friends (Wait for Your Love)〉 (스트링 버전) – 3:42
5. 〈We Can't Be Friends (Wait for Your Love)〉 (스트링 버전 인스트루멘탈) – 3:42

스트리밍/디지털 다운로드 – 어쿠스틱 (정글 시티 스튜디오 라이브)
1. 〈We Can't Be Friends (Wait for Your Love)〉 (어쿠스틱; 정글 시티 스튜디오 라이브) – 3:07

## 수상
〈We Can't Be Friends (Wait For Your Love)〉는 여러 비평가들과 출판물로부터 제67회 그래미상에서 올해의 레코드와 올해의 노래 부문 후보에 오를 것으로 예상되었다. 이 곡이 전혀 후보 지명을 받지 못하자, 그란데는 여러 출판물에서 시상식의 가장 큰 실책 중 하나로 꼽혔다.
| 조직                       | 연도 | 부문                               | 결과 | 각주   |
| -------------------------- | ---- | ---------------------------------- | ---- | ------ |
| MTV 비디오 뮤직 어워드     | 2024 | 올해의 비디오                      | 후보 | [ 42 ] |
| MTV 비디오 뮤직 어워드     | 2024 | 최우수 감독상                      | 후보 | [ 42 ] |
| MTV 비디오 뮤직 어워드     | 2024 | 최우수 촬영상                      | 수상 | [ 42 ] |
| MTV 비디오 뮤직 어워드     | 2024 | 최우수 편집상                      | 후보 | [ 42 ] |
| MTV 비디오 뮤직 어워드     | 2024 | 여름 노래                          | 후보 | [ 42 ] |
| MTV 유럽 뮤직 어워드       | 2024 | 최우수 노래                        | 후보 | [ 43 ] |
| MTV 유럽 뮤직 어워드       | 2024 | 최우수 비디오                      | 후보 | [ 43 ] |
| MYX 음악상                 | 2024 | 올해의 글로벌 비디오               | 후보 | [ 44 ] |
| RTHK 국제 팝 폴 상         | 2024 | 국제 10대 골든 송                  | 후보 | [ 45 ] |
| SESAC 음악상               | 2024 | 퍼포먼스 상                        | 수상 | [ 46 ] |
| ASCAP 팝 음악상            | 2025 | 가장 많이 공연된 노래              | 수상 | [ 47 ] |
| Hit FM 음악상              | 2025 | 톱 10 싱글                         | 수상 | [ 49 ] |
| 아이하트라디오 뮤직 어워드 | 2025 | 최우수 가사                        | 후보 | [ 50 ] |
| Music Awards Japan         | 2025 | 일본 최우수 해외 R&B/컨템포러리 곡 | 수상 | [ 51 ] |

## 차트
| 차트 (2024–2025)                             | 최고 순위 |
| -------------------------------------------- | --------- |
| 아르헨티나 (아르헨티나 핫 100)               | 67        |
| 오스트레일리아 (ARIA)                        | 2         |
| 오스트리아 (Ö3 오스트리아 탑 40)             | 12        |
| 벨라루스 에어플레이 (톱히트)                 | 5         |
| 벨기에 (울트라톱 50 플랑드르)                | 29        |
| 벨기에 (울트라톱 50 왈로니아)                | 13        |
| 브라질 (브라질 핫 100)                       | 16        |
| 캐나다 (캐나디안 핫 100)                     | 3         |
| 캐나다 AC (《빌보드》)                       | 18        |
| 캐나다 CHR/Top 40 (《빌보드》)               | 2         |
| 캐나다 핫 AC (《빌보드》)                    | 7         |
| 칠레 (Monitor Latino)                        | 16        |
| CIS 에어플레이 (톱히트)                      | 4         |
| 크로아티아 인터내셔널 에어플레이 (Top lista) | 18        |
| 체코 (싱글 디지털 Top 100)                   | 18        |
| 덴마크 (히트리스튼)                          | 4         |
| 엘살바도르 (Monitor Latino)                  | 13        |
| 에스토니아 에어플레이 (톱히트)               | 3         |
| 핀란드 (수오멘 비랄리넨 리스타)              | 23        |
| 프랑스 (SNEP)                                | 22        |
| 독일 (GfK)                                   | 22        |
| 글로벌 200 (《빌보드》)                      | 1         |
| 그리스 인터내셔널 (IFPI)                     | 2         |
| 홍콩 (빌보드)                                | 16        |
| 헝가리 (라디오 Top 40)                       | 4         |
| 아이슬란드 (톤리스틴)                        | 2         |
| 인도 국제 (IMI)                              | 10        |
| 인도네시아 (빌보드)                          | 1         |
| 아일랜드 (IRMA)                              | 3         |
| 이스라엘 국제 에어플레이 (미디어 포리스트)   | 3         |
| 이탈리아 (FIMI)                              | 56        |
| 일본 핫 해외 (《빌보드 재팬》)               | 2         |
| 카자흐스탄 에어플레이 (톱히트)               | 2         |
| 라트비아 (LAIPA)                             | 8         |
| 레바논 (공식 레바논 톱 20)                   | 2         |
| 리투아니아 (AGATA)                           | 6         |
| 룩셈부르크 (빌보드)                          | 5         |
| 말레이시아 (RIM)                             | 1         |
| MENA (IFPI)                                  | 2         |
| 멕시코 (빌보드)                              | 22        |
| 몰도바 에어플레이 (톱히트)                   | 152       |
| 네덜란드 (네덜란드스 탑 40)                  | 20        |
| 네덜란드 (싱글 톱 100)                       | 8         |
| 뉴질랜드 (리코디드 뮤직 NZ)                  | 1         |
| 나이지리아 (TurnTable Top 100)               | 34        |
| 노르웨이 (VG-리스타)                         | 3         |
| 파나마 (PRODUCE)                             | 48        |
| 파라과이 (Monitor Latino)                    | 16        |
| 페루 (빌보드)                                | 13        |
| 필리핀 (Philippines Hot 100)                 | 11        |
| 폴란드 (폴란드 에어플레이 톱 100)            | 6         |
| 폴란드 (폴란드 스트리밍 톱 100)              | 10        |
| 포르투갈 (AFP)                               | 8         |
| 루마니아 (빌보드)                            | 22        |
| 러시아 에어플레이 (톱히트)                   | 2         |
| 사우디아라비아 (IFPI)                        | 2         |
| 싱가포르 (RIAS)                              | 1         |
| 슬로바키아 (라디오 Top 100)                  | 16        |
| 슬로바키아 (싱글 디지털 Top 100)             | 14        |
| 남아프리카 공화국 (TOSAC)                    | 10        |
| 대한민국 (써클)                              | 154       |
| 스페인 (PROMUSICAE)                          | 21        |
| 스웨덴 (스베리예토프리스탄)                  | 6         |
| 스위스 (슈바이처 히트파라데)                 | 7         |
| 대만 (빌보드)                                | 17        |
| 영국 싱글 (OCC)                              | 2         |
| 우크라이나 에어플레이 (톱히트)               | 58        |
| 아랍에미리트 (IFPI)                          | 1         |
| 미국 《빌보드》 핫 100                       | 1         |
| 미국 어덜트 컨템포러리 (《빌보드》)          | 24        |
| 미국 어덜트 팝 에어플레이 (《빌보드》)       | 5         |
| 미국 댄스/믹스 쇼 에어플레이 (《빌보드》)    | 14        |
| 미국 팝 에어플레이 (《빌보드》)              | 1         |
| 베네수엘라 (레코드 리포트)                   | 33        |

| 차트 (2024)                         | 최고 순위 |
| ----------------------------------- | --------- |
| 벨라루스 에어플레이 (톱히트)        | 8         |
| 브라질 스트리밍 (Pro-Música Brasil) | 45        |
| CIS 에어플레이 (톱히트)             | 4         |
| 체코 공화국 (싱글 디지털 – Top 100) | 50        |
| 에스토니아 에어플레이 (톱히트)      | 6         |
| 카자흐스탄 에어플레이 (톱히트)      | 3         |
| 리투아니아 에어플레이 (톱히트)      | 8         |
| 파라과이 (SGP)                      | 51        |
| 러시아 에어플레이 (톱히트)          | 4         |
| 슬로바키아 (라디오 – Top 100)       | 21        |
| 슬로바키아 (싱글 디지털 – Top 100)  | 31        |
| 우크라이나 에어플레이 (톱히트)      | 60        |

| 차트 (2024)                        | 순위 |
| ---------------------------------- | ---- |
| 오스트레일리아 (ARIA)              | 26   |
| 벨라루스 에어플레이 (톱히트)       | 28   |
| 벨기에 (울트라톱 50 플랑드르)      | 89   |
| 벨기에 (울트라톱 50 왈로니아)      | 51   |
| 캐나다 (캐나디안 핫 100)           | 20   |
| CIS 에어플레이 (톱히트)            | 18   |
| 덴마크 (트랙리스튼)                | 55   |
| 에스토니아 에어플레이 (톱히트)     | 34   |
| 프랑스 (SNEP)                      | 199  |
| 글로벌 200 (빌보드)                | 22   |
| 아이슬란드 (톤리스틴)              | 27   |
| 카자흐스탄 에어플레이 (톱히트)     | 19   |
| 네덜란드 (싱글 톱 100)             | 67   |
| 뉴질랜드 (리코디드 뮤직 NZ)        | 25   |
| 필리핀 (필리핀 핫 100)             | 9    |
| 폴란드 (폴란드 에어플레이 톱 100)  | 91   |
| 포르투갈 (AFP)                     | 70   |
| 러시아 에어플레이 (톱히트)         | 17   |
| 스웨덴 (스베리예토프리스탄)        | 60   |
| 스위스 (슈바이처 히트파라데)       | 67   |
| 영국 싱글 (OCC)                    | 24   |
| 미국 빌보드 핫 100                 | 26   |
| 미국 어덜트 팝 에어플레이 (빌보드) | 21   |
| 미국 팝 에어플레이 (빌보드)        | 15   |
| 베네수엘라 앵글로 (레코드 리포트)  | 3    |

## 인증
| 국가                                                             | 인증          | 판매량/출하량 |
| ---------------------------------------------------------------- | ------------- | ------------- |
| 오스트레일리아 (ARIA)                                            | 4× 플래티넘   | 280,000       |
| 벨기에 (BEA)                                                     | 플래티넘      | 40,000        |
| 브라질 (Pro-Música Brasil)                                       | 2× 다이아몬드 | 320,000       |
| 캐나다 (뮤직 캐나다)                                             | 4× 플래티넘   | 320,000       |
| 덴마크 (IFPI Danmark)                                            | 플래티넘      | 90,000        |
| 프랑스 (SNEP)                                                    | 플래티넘      | 200,000       |
| 헝가리 (MAHASZ)                                                  | 플래티넘      | 0             |
| 이탈리아 (FIMI)                                                  | 골드          | 35,000        |
| 뉴질랜드 (RMNZ)                                                  | 2× 플래티넘   | 60,000        |
| 노르웨이 (IFPI 노르웨이)                                         | 플래티넘      | 60,000        |
| 폴란드 (ZPAV)                                                    | 플래티넘      | 50,000        |
| 포르투갈 (AFP)                                                   | 플래티넘      | 10,000        |
| 스페인 (PROMUSICAE)                                              | 플래티넘      | 40,000        |
| 스위스 (IFPI 스위스)                                             | 플래티넘      | 20,000        |
| 영국 (BPI)                                                       | 플래티넘      | 600,000       |
| 미국 (RIAA)                                                      | 2× 플래티넘   | 2,000,000     |
| 스트리밍                                                         |               |               |
| 중앙아메리카                                                     | 플래티넘      | 0             |
| 그리스 (IFPI 그리스)                                             | 플래티넘      | 2,000,000     |
| 스웨덴 (GLF)                                                     | 플래티넘      | 8,000,000     |
| Worldwide (Luminate)                                             | —             | 826,000,000   |
| 판매량+스트리밍을 기반으로 한 인증 · 스트리밍을 기반으로 한 인증 |               |               |

## 발매 역사
| 지역     | 날짜            | 형식                                               | 버전                                                      | 레이블   | 각주    |
| -------- | --------------- | -------------------------------------------------- | --------------------------------------------------------- | -------- | ------- |
| 미국     | 2024년 3월 12일 | 컨템포러리 히트 라디오 핫 어덜트 컨템포러리 라디오 | 오리지널                                                  | 리퍼블릭 | [ 181 ] |
| 기타     | 2024년 3월 13일 | 디지털 다운로드 스트리밍                           | 아카펠라 인스트루멘탈 스트링                              | 리퍼블릭 | [ 182 ] |
| 이탈리아 | 2024년 4월 12일 | 라디오 에어플레이                                  | 오리지널                                                  | 유니버설 | [ 183 ] |
| 미국     | 2024년 5월 24일 | 카세트                                             | 오리지널 스트링                                           | 리퍼블릭 | [ 9 ]   |
| 미국     | 2024년 5월 24일 | CD                                                 | 오리지널                                                  | 리퍼블릭 | [ 184 ] |
| 영국     | 2024년 5월 31일 | CD                                                 | 오리지널                                                  | 아일랜드 | [ 10 ]  |
| 영국     | 2024년 6월 28일 | 7인치 바이닐                                       | 오리지널 스트링                                           | 아일랜드 | [ 185 ] |
| 미국     | 2024년 6월 28일 | 7인치 바이닐                                       | 오리지널 스트링                                           | 리퍼블릭 | [ 11 ]  |
| 영국     | 2024년 7월 12일 | 카세트                                             | 오리지널 스트링                                           | 아일랜드 | [ 186 ] |
| 기타     | 2024년 7월 19일 | 스트리밍                                           | 오리지널 아카펠라 인스트루멘탈 스트링 스트링 인스트루멘탈 | 리퍼블릭 | [ 187 ] |
| 기타     | 2024년 9월 8일  | 스트리밍                                           | 어쿠스틱 ( 정글 시티 스튜디오 라이브)                     | 리퍼블릭 | [ 188 ] |

## 같이 보기
- 2024년 빌보드 글로벌 200 1위 목록
- 2024년 빌보드 핫 100 1위 목록
- 2024년 빌보드 스트리밍 송 1위 목록
- 2020년대 뉴질랜드 1위 싱글 목록
- 2024년 싱가포르 1위 곡 목록

## 내용주
1. ↑  Hit FM Music Awards는 2008년에 중국의 서양 팝 음악을 기리기 위해 제정되었다.[48]